# Сражающаяся Франция
«Сражающаяся Франция» (фр. la France combattante), до июля 1942 года — «Свободная Франция» (la France libre) — патриотическое движение французов за освобождение Франции от нацистской Германии в 1940—1943 годах. Военные, примкнувшие к этому движению, образовали Свободные французские силы (иногда называемые «Французскими силами освобождения», фр. Forces françaises libres, FFL).
Движение возглавлял генерал Шарль де Голль, руководя им из штаб-квартиры в Лондоне (Французский национальный комитет, до 1943 года). Оно ставило перед собой цель восстановить независимость Франции от нацистских оккупантов и сотрудничающих с ними вишистских коллаборационистов. Примыкало к антигитлеровской коалиции.
Движение располагало вооружением и участвовало в ряде операций Второй мировой войны. Его успеху во многом способствовала поддержка со стороны движения Сопротивления внутри Франции.

## История движения
О создании движения «Свободная Франция» было объявлено 18 июня 1940 года в обращении генерала де Голля к французскому народу.
19-27 июня 1940 года де Голль обратился к губернаторам, верховным комиссарам и командующим войсками в французских колониях с призывом к присоединению к «Свободной Франции». В это время на его призыв ответили только генерал-губернатор Индокитая генерал Ж. Катру и командующий французскими войсками в Сомали генерал П. Лежантийом (которые были немедленно сняты со своих постов Петэном).

### Борьба в колониях

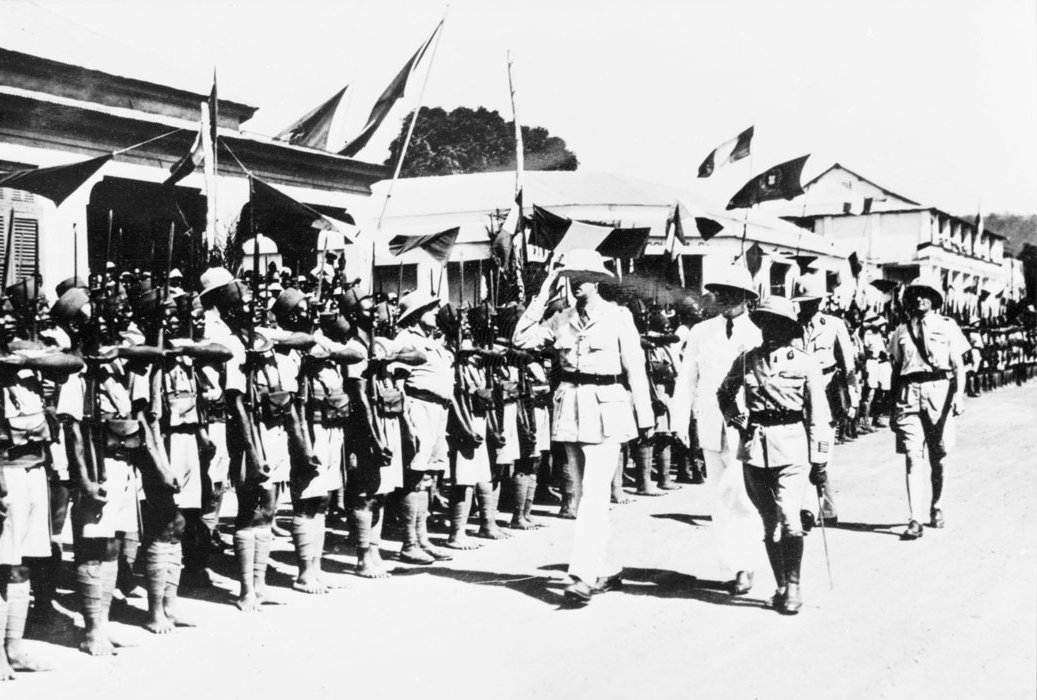
Шарль де Голль проводит смотр колониальных войск в Банги в октябре 1940 года

22 июля 1940 года о присоединении к «Свободной Франции» объявил французский комиссар-резидент франко-британского кондоминиума Новые Гебриды А. Сото.
Стремясь к независимости от британских властей, де Голль в первую очередь сосредоточил своё внимание на французских колониях в Центральной Африке.
26 августа 1940 года о присоединении к «Свободной Франции» объявила администрация Чада и Убанги-Шари; 27 августа 1940 — Камерун; 28 августа 1940 года — Французское Конго и 29 августа 1940 — Габон.
27 октября 1940 года в Браззавиле было провозглашено образование Совета обороны империи.
Боевое крещение Свободные французские силы приняли в сентябре 1940 года в Сенегальской операции, которая завершилась тяжёлым поражением войск союзников. Дальнейшие бои они вели в Габоне и в Эритрее, а затем во время Сирийско-Ливанской операции против французских коллаборационистов в июне — июле 1941 года.
Первой боевой операцией Свободных французских сил в Северной Африке стала битва при Куфре в Феццане, продолжавшаяся с 31 января по 1 марта 1941 года.
В сентябре 1941 года де Голль объявил о создании Французского национального комитета (ФНК). Французская Экваториальная Африка и Камерун стали местом сосредоточения и формирования войск «Свободной Франции».
29 сентября 1941 года СССР официально признал «Свободную Францию» и установил с ней дипломатические отношения через посольство СССР при Союзных правительствах в Лондоне.
В ноябре 1942 года «Сражающаяся Франция» направила в СССР для совместной борьбы против нацистской Германии группу французских лётчиков, впоследствии ставшую авиаполком «Нормандия — Неман».
Наиболее важным сражением Свободных французских сил стала битва при Бир Хакейме, которая продолжалась в Ливии с 26 мая по 11 июня 1942 года.
8 ноября 1942 года американцы и британцы высадились в Марокко и Алжире. Войска режима Виши к этому моменту были деморализованы и не оказали организованного сопротивления. Американцы и британцы одержали быструю победу с минимальными потерями в течение нескольких дней. Французские силы в Северной Африке перешли на их сторону. К январю 1943 года Свободные французские силы завоевали весь Феццан.
В период освобождения Северной Африки решался вопрос о формировании новой администрации освобожденных из-под контроля вишистов Марокко, Алжира и Туниса, на территории которых находились и крупные контингенты регулярной французской армии. Но закрепиться в Алжире «Сражающаяся Франция» не смогла. Ее представитель был выслан оттуда назначенным американцами верховным комиссаром Северной Африки адмиралом Франсуа Дарланом, ранее сотрудничавшим с вишистским режимом. Союзники прочили на место руководителя администрации колоний генерала Анри Жиро, который совершил побег из немецкого плена и участвовал в операции американских войск в Алжире. Жиро сохранял неплохие отношения с Петеном и рассматривался в качестве фигуры, способной обеспечить примирение коллаборационистов и патриотов из движения Сопротивления. Это могло обеспечить союзникам беспрепятственную высадку на территории самой Франции.
24 декабря 1942 года Франсуа Дарлан был убит французским монархистом Фернан Бонье де Ла Шапелем. Противоборство де Голля и Жиро завершилось компромиссом 3 июня 1943 года, когда в Алжире был учрежден Французский комитет национального освобождения (ФКНО) под совместным председательством обоих генералов. Жиро стал главнокомандующим французских сил в Северной Африке, де Голль — на остальных территориях французской империи.
В сентябре 1943 года подразделения Свободных французских сил принимали участие в десантной операции союзников на острове Корсика.
В декабре 1943 года в составе союзных сил Французский экспедиционный корпус под командованием генерала Жюэна высадился в Италии.

### Возвращение на континент
6 июня 1944 года американские, британские и канадские войска высадились в Нормандии. С 31 июля 1944 года в Нормандии начала высаживаться 2-я французская бронетанковая дивизия под командованием генерала Леклерка.

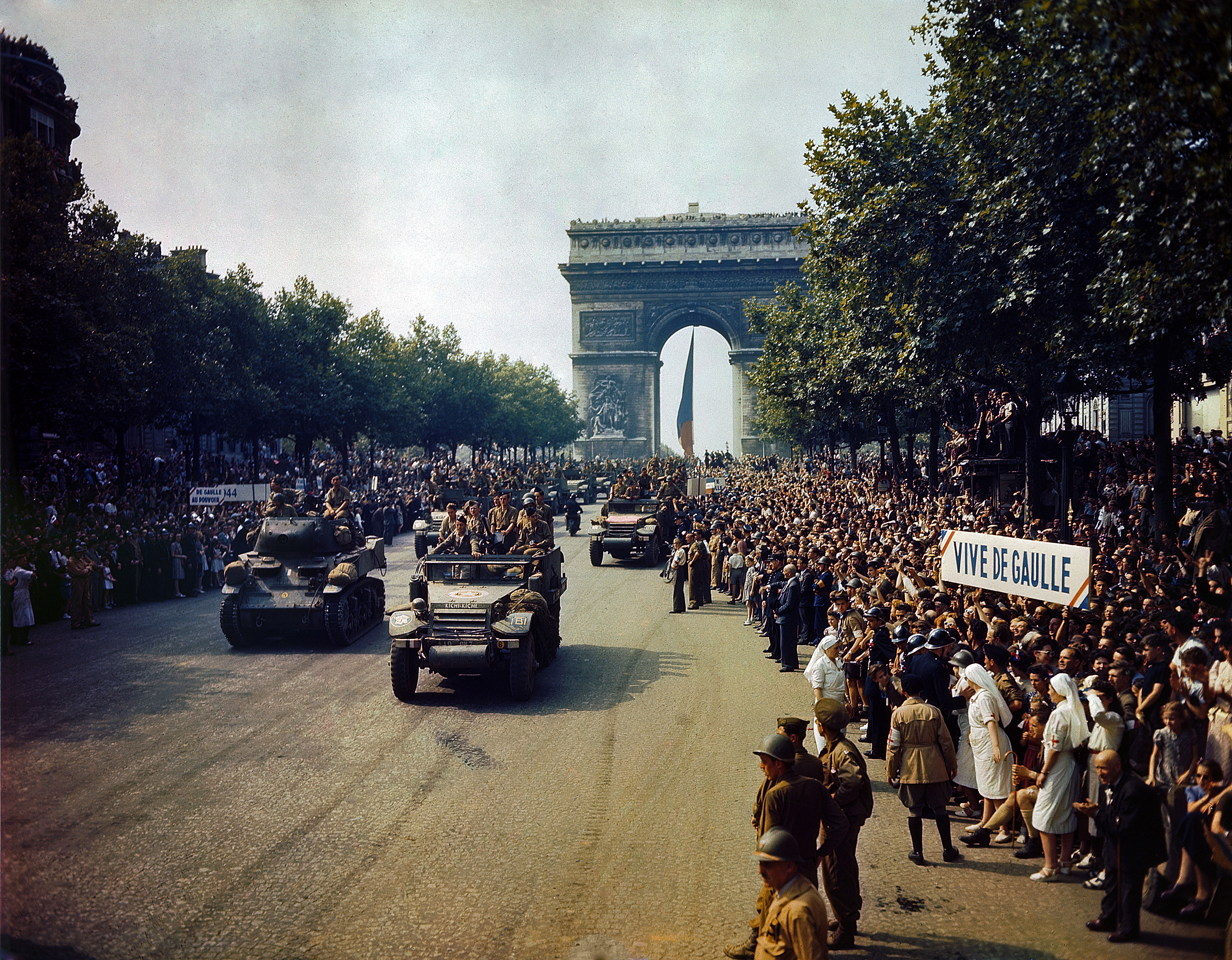
Французские военные на параде в Париже 26 августа 1944 года

25 августа 1944 года американские войска и французская дивизия Леклерка вошли в Париж и вместе с отрядами французского Сопротивления освободили его от немецких войск.
После этого в освобожденную столицу Франции перебралось созданное ранее, 3 июня 1944 года, в Алжире Временное правительство во главе с Шарлем де Голлем.
Самая крупная французская группировка — «Армия Б» (переименованная 25 сентября 1944 года в 1-ю французскую армию) — была подготовлена для высадки в Южной Франции, которая была осуществлена 15 августа 1944 года совместно с 7-й американской армией.
В дальнейшем 1-я французская армия сражалась на юго-западе Германии, конец войны встретила в Тироле.
Память о «Сражающейся Франции» представлена во всех национальных музеях страны, включая Музей армии в Доме инвалидов в Париже. В танковом музее (г. Сомюр) имеется целый зал автобронетанковой техники и движения Сопротивления. Фактически вся экспозиция «Нормандия — Неман» в Музее авиации и космонавтики (Ле Бурже) также посвящена «Свободной Франции» и включает её историю и подлинные экспонаты с её символикой.